# Светислав Вуловић
Светислав Вуловић (Ивањица, 29. новембар 1847 — Београд, 3. мај 1898) био је српски књижевни и позоришни критичар, историчар књижевности, ректор Велике школе и академик.

## Биографија
Основну школу завршио је у Ивањици, а гимназију у Краљеву. Правни факултет завршио је у београдској Великој школи, где је дипломирао 1868. године. Након дипломирања радио је у суду од 1868. до 1869. године, а након тога од 1870 па до 1881. године радио је као професор београдске гимназије (са прекидом за време српско-турских ратова 1876-1878). Као професор историје књижевности јужних Словена на Филозофском факултету Велике школе радио је од 1881. до 1898. године. Дужност ректора обављао је школске 1893/1894. године.
Према Јовану Деретићу био је у српском реализму „први критичар од формата“. Писао је позоришне приказе („Из позоришта“, 1879.), књижевне критике, студије о истакнутим песницима романтичарима (Његошу, Сими Милутиновићу, Бранку Радичевићу и Ђури Јакшићу), о значајним књижевним појавама („Уметничка приповетка у најновијој српској књижевности“, 1880.) и студије о старим српским биографима. Залагао се за „природну критику“ за коју му је био узор немачки критичар Лудвиг Берне. О књижевним делима није судио по правилима него по утиску, у критику је уносио и своју личност и осећања. Књижевни рад писаца проучавао је у вези са њиховом биографијом.
Приликом оснивања Српске краљевске академије изабран је у првих 16 редовних чланова. Био је члан Српског ученог друштва од 1879. године. Био је један од оснивача Српске књижевне задруге 1892. Члан Српског археолошког друштва био је од његовог оснивања 1883. године.
Сарађивао је у Вили, Раденику, Гласу Српске Краљевске академије.
Умро је у Београду 3. маја 1898. године.
Њему у част се библиотека у Ивањици зове „Светислав Вуловић“.

## Лични живот
Био је ожењен Милевом Вуловић рођ. Котуровић (1853-1929).

## Дела
- Вуловић С., Наука о књижевности и изучавање словенских књижевности - Београд : Краљевско-српска државна штампарија, 1882.
- Вуловић С., Прилог познавању садашњег стања усмене српске поезије ; Још нешто за биографију Петра II Петровића Његоша : Годишњица Николе Ћупића; 7, 1885.
- Вуловић С., Прилог познавању садашњег стања усмене српске поезије - Београд : Годишњица Николе Чупића, 1885.
- Вуловић С., Приложак српској синтакси - Београд : Штампарија Напредне странке, 1887.
- Вуловић С., Бранко Радичевић : прилог историји нове српске књижевности - У Београду : Краљ. српска државна штампарија, 1890.
- Вуловић С., Белешке и белешчице : језичне, литерарне, историске, фолклористичне и друге - Београд : Државна штампарија Краљевине Србије, 1895.
- Вуловић С., СРПСКА читанка : за више разреде гимназија и реалака српских уз предавање српског језика и новије историје књижевности. Књ. 3 - [2. изд.]. - Београд : Државна штампарија, 1895.